# Ørnes
Ørnes è un villaggio della Norvegia, situato nella municipalità di Meløy, nella contea di Nordland.